# Импрегнация
Импрегнацията (на латински: impraegnatio – напълване) означава напояване на платове или други материи със специални разтвори от катран, смола или каучук, с цел те да станат непромокаеми и водоустойчиви. Импрегнираните тъкани са подходящи например за спортна екипировка.
Импрегнация може да се приложи и върху дървесината, за да придобие тя нови ценни за промишлеността качества — здравина, устойчивост на различни насекоми и гъби. Импрегнацията на дървесина се прави с различни метални соли или оксиди (например на среброто, кобалта, кадмия).

## Методи за импрегниране на дърво
- Намазване
- Пръскане, обливане – извършва се дифузно импрегниране, дължащо се на разпръзкващо преминаване на импрегнант през пълните с влага капиляри на дървото.[3]
- Потапяне, киснене – осъществява се преминаване на импрегниращия флуид през капилярите в дървото под силата на капилярното просмукване. Така по осмотичен път импрегнантът прониква дълбоко в дървото; необходимо е време.
- Автоклавна обработка – за да се фиксира качествено в структурата да дървесината консервиращото вещество навлиза под хидравлично налягане. Методът е с дълготрайно и ефикасно действие.[4]